# Androlaelaps casalis
Androlaelaps casalis är en spindeldjursart som först beskrevs av Berlese 1887.  Androlaelaps casalis ingår i släktet Androlaelaps och familjen Laelapidae. Inga underarter finns listade i Catalogue of Life.